# Álvaro Obregón
Álvaro Obregón (19. februar 1880 – 17. juli 1928) var Mexicos præsident fra 1920-1924. Obregón blev myrdet i 1928 i Mexico City af José de León Toral, kort efter han igen var blevet valgt til præsident.